# Auricularia peltata
Auricularia peltata är en svampart som beskrevs av Lloyd 1922. Auricularia peltata ingår i släktet Auricularia och familjen Auriculariaceae.   Inga underarter finns listade i Catalogue of Life.